# Toutes les filles sont folles
Pour plus de détails, voir Fiche technique et Distribution.
Toutes les filles sont folles est un film français réalisé par Pascale Pouzadoux, sorti en 2003.

## Synopsis
Céleste, la trentaine, n'a toujours pas rencontré le grand amour. Un jour, sur un coup de tête, elle décide d'enlever l'homme qu'elle croit idéal, forçant au passage Rosalie, sa sœur cadette, à la suivre dans sa combine. Mais dans la panique, Céleste va se tromper d'homme...

## Fiche technique
- Titre original : Toutes les filles sont folles
- Réalisation : Pascale Pouzadoux
- Scénario : Pascale Pouzadoux, Antoine Duléry et Marie-Laure Berthelin
- Musique : Thomas Dutronc, Matthieu Chedid, Éric Neveux et Ninine
  - Chanson Rocking Chair : NormanGaby (également Clip du DVD, non crédité par la production[pas clair])
- Photographie : Emmanuel Soyer
- Montage : Reynald Bertrand
- Costumes : Karine Serrano
- Production : Didier Boujard et Christian Charret
- Sociétés de production : Alta Loma Films, Banijay Studios France, Cofimage 13, France 2 Cinéma
- Pays d'origine :  France
- Langue originale : français
- Durée : 90 minutes
- Distributeur : K-Films Amérique (Québec)
- Date de sortie :
  - France : 27 mars 2003 (Festival de Paris) ; 7 mai 2003 (sortie nationale)
  - Belgique : 18 juin 2003

## Distribution
- Barbara Schulz : Céleste Plaisir
- Camille Japy : Rosalie Plaisir
- Antoine Duléry : Raoul
- Jean Dujardin : Lorenzi
- Isabelle Nanty : Vanille
- Bruno Slagmulder : Raphaël
- Armelle : la journaliste
- Pascal Légitimus : le vendeur de lingerie
- Artus de Penguern : le médecin
- Pascale Arbillot : la présidente de la cour
- Arnaud Viard : Planton 1
- Jacques Décombe : gendarme
- Pascale Pouzadoux : infirmière 2
- Élise Tielrooy : la psy de la police

## Distinctions
- Festival de Paris Ile-de-France 2003 : Prix de la meilleure bande originale[1]
- Festival de l'Alpe d'Huez 2003 : mention spéciale du jury[2]
- Festival international du film de l’Outaouais 2003 : Prix du public[3]